# Dieter Greiner
Dieter Bobby Greiner (* 27. Dezember 1937 in Weißwasser; gest. 19. November 2019 ebenda) war ein deutscher Eishockeyspieler.

## Karriere
Er spielte bei der SG Dynamo Weißwasser ab 1955 und wurde mit der Mannschaft bis 1963 sieben Mal DDR-Meister. Nach der Saison 1962/63 beendete er seine Spielerkarriere.  
International spielte er für die Nationalmannschaft der DDR bei der Eishockey-Weltmeisterschaft 1959. Insgesamt kam er für die DDR auf neun Länderspiele. Nach seinem Karriereende arbeitete er 26 Jahre lang als Masseur im Betreuerstab der SG Dynamo Weißwasser sowie zehn Jahre lang als Betreuer der DDR-Nationalmannschaft.
Dieter Greiner war Ehrenmitglied bei Eissport Weißwasser und im Ehrenrat des Vereins tätig.